# Cenotaph (Band)
Cenotaph (von Kenotaph, altgriechisch κενοτάφιον kenotáphion ‚leeres Grab‘) ist eine Death-Metal- bzw. Deathgrind-/Goregrind-Band aus Ankara in der Türkei. Nicht zu verwechseln ist die Band mit den zahlreichen weiteren Bands desselben Namens wie zum Beispiel Cenotaph aus Mexiko oder den späteren Epicedium aus Deutschland.

## Geschichte
Die Band wurde 1994 gegründet. Nach ihrem Demo Life Immortal erhielt Cenotaph einen Vertrag bei dem türkischen Musiklabel Hammer Müzik, bei dem dann auch das Debütalbum Voluptuously Minced veröffentlicht wurde. Mit diesem Album konnte die Band international auf sich aufmerksam machen. Bei ihrem zweiten Album veränderte Cenotaph die musikalische Ausrichtung leicht, so finden sich vermehrt Slam-Death-Metal-Einflüsse. Das Album stellte noch mal eine Steigerung zum starken Vorgänger dar und Cenotaph erhielt ein Angebot für einen Plattenvertrag beim amerikanischen Label United Guttural. Aktuell ist die Band bei Unmatched Brutality Records unter Vertrag. Auch live hatte Cenotaph in der Vergangenheit einige Erfolge, so spielten sie auf dem Maryland Deathfest in den USA und auf dem deutschen Festival Fuck the Commerce.

## Projekte
Rund um die Mitglieder der Band hat sich eine eigene Extreme-Metal-Szene in Ankara gebildet. So spielen die Cetin-Brüder noch in der Goregrind-Band Drain of Impurity, Batu Çetin unterhielt das Funeral-Doom-Projekt Womb of Decay und Basar Cetin spielt noch in der Band Cidesphere, welche technischen Death Metal spielt. Das ehemalige Mitglied Cem Devrim Dursun spielte ebenfalls noch bei Witchtrap, der ältesten Black-Metal-Band der Türkei, und in der Thrash-Metal-Band Blaster. Der ehemalige Schlagzeuger der Gruppe, Cem Devrim Dursun, war außerdem bei der türkischen Band Suicide dabei, die als eine der ersten Death-Metal-Bands der Türkei gilt.

## Diskografie
- 1995: Life Immortal (Demo)
- 1996: Promo Tape 96 (Demo)
- 1997: Voluptuously Minced
- 1999: Puked Genital Purulency
- 2003: Pseudo Verminal Cadaverium
- 2005: Voluptuously Puked Genitals (Best of)
- 2007: Reincarnation in Gorextasy
- 2010: Putrescent Infectious Rabidity
- 2017: Perverse Dehumanized Dysfunctions